# 폭주성

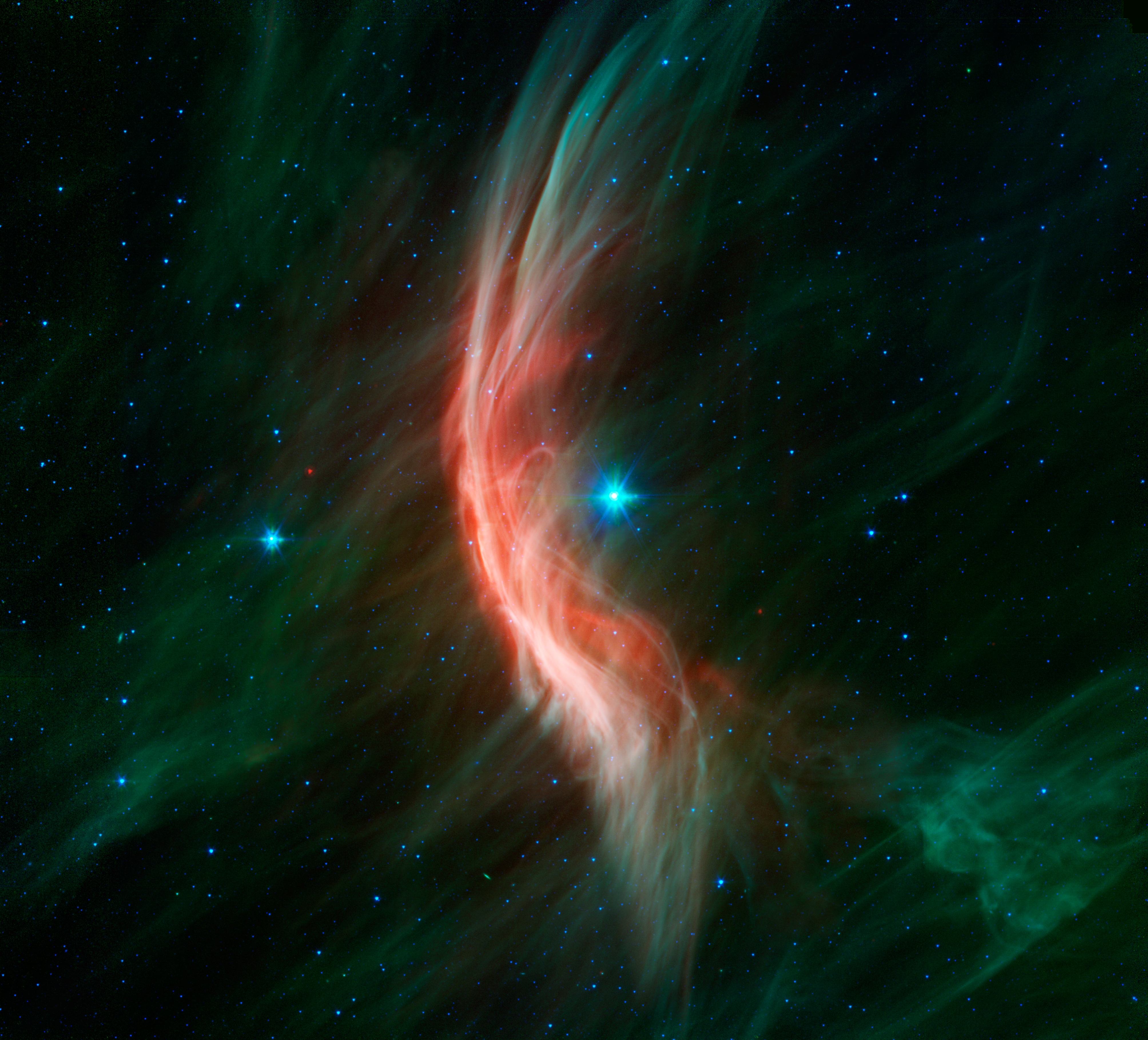
뱀주인자리 제타.

폭주성(暴走星, Runaway star)은 우주 공간을 다른 항성들에 비하여 비정상적으로 빠르게 움직이는 별을 말한다. 폭주성의 이동 속도는 주변의 성간 매질(星間媒質)에 대하여 초음속에 가깝다.
폭주성이 생겨난 원인은 두 가지로 추측하고 있다.
- 첫째로, 쌍성계에서 한쪽 별이 다른 쪽 별에 매우 가까이 접근하여 빠른 속도로 구성원 중 하나가 튕겨져 나왔다.
- 둘째로, 다중성계(多重星系)에서 초신성 폭발이 발생하여, 남아 있던 다른 구성원들을 빠른 속도로 흩어 놓아서 생긴 결과이다.

두 가설 모두 이론적으로 가능성이 있으나, 두 번째 가설이 좀 더 설득력을 얻고 있다.
대표적인 폭주성 집단으로 마차부자리 AE, 양자리 53, 비둘기자리 뮤 세 별을 들 수 있다. 이들은 서로에 대해서 초속 100킬로미터의 속도로 멀어져 가고 있다.(이는 태양이 주변 천체에 대하여 초속 20킬로미터 속도로 움직이는 것과 비교할 때, 다섯 배나 빠른 속도이다.) 이들이 움직인 방향을 역으로 추적하면, 이들은 약 2백만 년 전에 오리온성운 내 한 지점에서 헤어진 것으로 나타난다. 바너드 루프는 주변의 별들을 날려보낸 초신성의 잔해로 생각된다.
다른 예로는 엑스선(線) 영역 관찰로 발견한 돛자리 X-1로, 이 별 주위에는 전형적인 뱃머리 충격파 구조가 형성되어 있는 것으로 밝혀졌다.